# Абсорбційна колона

Барботажна абсорбційна колона (тарілчаста).jpg

Абсорбці́йна коло́на — масотеплообмінний апарат для розділення газових сумішей шляхом вибіркового вбирання їх окремих компонентів рідким абсорбентом. Застосовується для осушування й очищення природних газів під час виробництва сірчаної кислоти, хлору, аміаку тощо. Абсорбція відбувається на поверхні розділу середовищ, тому абсорбціна колона мають розвинену поверхню масопередачі між рідиною і газом.
Абсорбція відбувається на поверхні розділу середовищ, тому абсорбційні колони мають розвинену поверхню масопередачі між рідиною і газом, за способом утворення якої абсорбція колони умовно діляться на 4 групи.
У поверхневих абсорбційних колонах газ проходить над поверхнею нерухомої рідини або рідини, що повільно рухається; в більш ефективних — плівкових абсорбційних колонах контакт фаз відбувається на поверхні рідини, що рухається.
У насадок абсорбції колонах (різновид плівкових) контакт фаз здійснюється на поверхні твердих тіл різної форми, що заповнюють робочий об'єм апарату, — так званих насадках. Рідина стікає по насадці у вигляді тонкої плівки, що омивається газом.
Барботажні (тарілчасті) абсорбційні колони мають розташовані всередині колони на певній відстані один від одного тарілки. Газ підіймається вгору і проходить крізь шар рідини на тарілках (через отвори або спеціальні пристрої — ковпачки). Рідина по переливних трубах перетікає вниз з однієї тарілки на іншу.
У розпилюючих абсорбційних колонах контакт між фазами досягається при розпилюванні або розбризкуванні рідини всередині колони різними способами.
Абсорбційні колони широко застосовуються в хімічній, харчовій та інших галузях промисловості.
На малюнку — барботажна абсорбційна колона тарілчаста (1 — дренаж, 2 — люк-лаз, 3 — глуха тарілка, 4 — тарілки, 5 — відбійна сітка).